# Gil (Fußballspieler)
Gil, bürgerlich Carlos Gilberto Nascimento Silva (* 12. Juni 1987 in Campos dos Goytacazes), ist ein brasilianischer Fußballspieler.

## Karriere

### Verein
Seine Profikarriere 2004 beim Drittligisten Americano FC (RJ) in seiner Heimatstadt Campos dos Goytacazes Alisson. Nach den Verpflichtungen durch zwei Erstligaclubs aus Brasilien, ging der Spieler 2011 zum französischen Zweitligaverein FC Valenciennes. Hier konnte der Spieler sich nicht entscheidend durchsetzen und ging 2013 zurück nach Brasilien. Mit seinem neuen Verein SC Corinthians aus São Paulo erreichte er seinen bis dahin größten Erfolg, mit dem Gewinn der Recopa Sudamericana.
Anfang 2016 wechselte Gil für eine Ablösesumme von 75 Millionen Real nach China zu Shandong Luneng Taishan. Sein erstes Pflichtspiel für Shandong bestritt Gil in der AFC Champions League. Am 2. Februar 2016 traf sein Klub in der zweiten Qualifikationsrunde der Saison 2016 zuhause auf den Mohun Bagan AC. Beim 6:0-Sieg stand er in der Startelf. Sein erstes Spiel in der Chinese Super League bestritt Gil am 5. März 2016, dem ersten Spieltag der Chinese Super League 2016. In der Super League erzielte er auch sein erstes Pflichtspieltor für Shandong. In der Saison 2017 am 10. März 2017, dem zweiten Spieltag, traf er in der 55. Minute gegen Guangzhou Evergrande zum 1:1-Ausgleich (Endstand-2:1).
Anfang Juli 2019 wurde bekannt, dass Gil zurück zu Corinthians geht. Nach Beendigung der Série A 2023 Anfang Dezember, gab der Klub bekannt, den Kontrakt mit dem Spieler nicht mehr verlängern zu wollen.
Gil schloss sich daraufhin dem FC Santos an. Im November 2024 gewann er mit dem Klub die Série B 2024. Im Zuge des direkten Wiederaufstiegs von Santos in die Série A 2025 war Gil an 34 von 38 möglichen Spielen und einem Tor beteiligt.

### Nationalmannschaft
Nach der für Brasilien enttäuschenden Fußball-Weltmeisterschaft 2014 sollte Trainer Dunga ein neues Team aufbauen. Neben vielen anderen neuen Spielern wurde auch Gil erstmals für Brasiliens A-Nationalmannschaft nominiert.

## Erfolge
Nationalmannschaft
- Superclásico de las Américas: 2014

Atlético Goianiense
- Série C: 2008

Cruzeiro
- Staatsmeisterschaft von Minas Gerais: 2011

Corinthians
- Staatsmeisterschaft von São Paulo: 2013
- Recopa Sudamericana: 2013
- Campeonato Brasileiro: 2015

Santos
- Série B: 2024

Auszeichnungen
- Prêmio Craque do Brasileirão: 2015 – Mannschaft des Jahres